# Brunfelsia acuminata
Brunfelsia acuminata är en potatisväxtart som beskrevs av George Bentham. Brunfelsia acuminata ingår i släktet Brunfelsia och familjen potatisväxter. Inga underarter finns listade i Catalogue of Life.